# Nació Dakota
La Nació Dakota (dakȟóta/dakhóta en dakota, pronunciat [daˈkˣota]) són un grup de tribus reconegudes federalment dels Estats Units o Primeres Nacions del Canadà. Són un dels tres principals grups sioux que formen la Gran Nació Sioux i tradicionalment es divideixen en dakotes orientals i dakotes occidentals.
Els dakotes orientals són els santee (isáŋyathi o isáŋathi; "ganivet"), que resideixen a l'extrem oriental de Dakota del  Nord i del Sud, Minnesota i nord d'Iowa. Els dakotes occidentals són els yankton i els yanktonai (iháŋktȟuŋwaŋ i iháŋktȟuŋwaŋna; "vila cap al final" i "petita vila cap al final"), que vivien a l'àrea del riu Minnesota. Els yankton-yanktonai són coneguts col·lectivament amb l'endònim wičhíyena, i en el passat han estat erròniament classificats com a nakota.

## Nom
La paraula Dakota significa "aliat" en dakota, i llurs autònims inclouen Ikčé Wičhášta ("poble indi") i Dakhóta Oyáte ("Poble Dakota").

## Grups ètnics

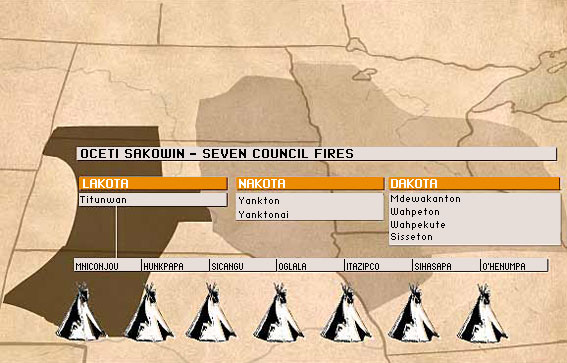
Distribució històrica dels dakota, nakota i lakota

El Dakota componen dos dels tres principals grups ètnics dels pobles sioux; el tercer és els lakota (Thítȟuŋwaŋ o Teton). Els dakota inclouen les següents bandes: Bdewákaŋthuŋwaŋ (Mdewakanton), Waȟpéthuŋwaŋ (Wahpeton), Waȟpékhute (Wahpekute), Sisíthuŋwaŋ (Sisseton), Iháŋkthuŋwaŋ (Yankton), i Iháŋkthuŋwaŋna (Yanktonai).
- Els santee viuen en reserves i comunitats de Minnesota, Nebraska, Dakota del Sud, Dakota del Nord, i Manitoba. Tanmateix, després de la Guerra Dakota de 1862 molts santee foren assentats a la reserva índia de Crow Creek i en 1864 alguns de la reserva de Crow Creek foren assentats a la Reserva índia de Santee Sioux.
- La majoria dels yanktons viuen a la reserva índia Yankton al sud-est de Dakota del Sud. Alguns yankton viuen a les reserves índies Lower Brulé i Crow Creek. Els yanktonai són dividits en baixos yanktonai, que viuen a la reserva de Crow Creek; i alts yanktonai, que viuen a la part septentrional de la reserva índia de Standing Rock, en la reserva Spirit Lake al centre de Dakota del Nord, i a la meitat oriental de la reserva índia de Fort Peck al nord-est de Montana. Endemés, viuen a nombroses reserves canadenques com Birdtail, Oak Lake, i Moose Woods.[4]

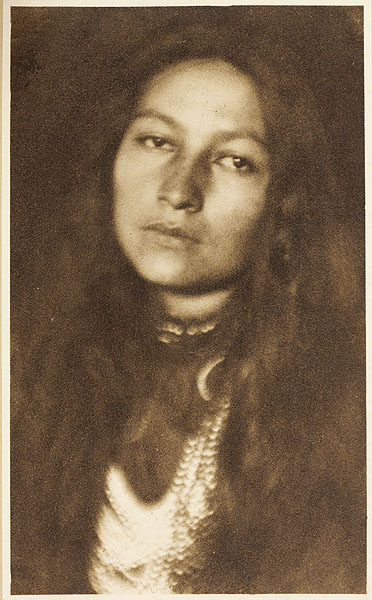
Zitkala-Sa (1869—1914), autora Yankton, fotografiada per Joseph Keiley

- Divisió Santee (Dakota oriental) (Isáŋyathi, que vol dir "ganivete"[3])[4]
  - Mdewakantonwan (Bdewékhaŋthuŋwaŋ "vila del llac Spirit" o "poble del llac místic"[3])[4]
persones notables: Taoyateduta
  - Sisseton (sisíthuŋwaŋ, que vol dir "vila d'escala al pantà/llac/peix"[3])
  - Wahpekute (waȟpékhute, "arquers de fulles")[4]
persones notables: Inkpaduta
  - Wahpetonwan (waȟpéthuŋwaŋ, "vila de la fulla")[4]

- Divisió yankton-yanktonai (dakota occidental) (wičhíyena)
  - Yankton (iháŋkthuŋwaŋ, "vila del fi")[4]
  - Yanktonai (iháŋkthuŋwaŋna, "petita vila del fi")[4]
    - alts Yanktonai
    - Unkpatina[5] o Baixos Yanktonai

## Història

### Primers contactes amb els europeuns
Els dakota vivien a Wisconsin i Minnesota en el segle xvii. Pel 1700 alguns emigraren a l'actual Dakota del Sud. A finals del segle xvii, els Dakota es van aliar amb comerciants francesos. Els francesos intentaren obtenir avantatges en la lluita pel comerç de pells d'Amèrica del Nord contra els anglesos que havien fundat recentment la Companyia de la Badia de Hudson.

### Guerra Dakota de 1862

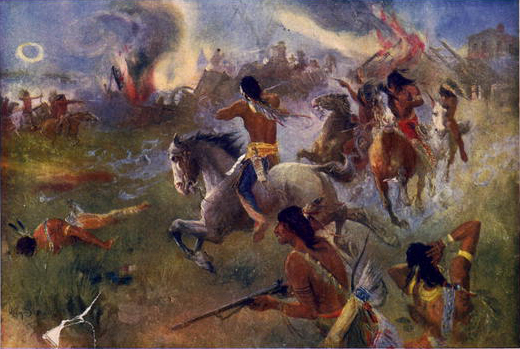
Setge de New Ulm, 19 d'agost de 1862.

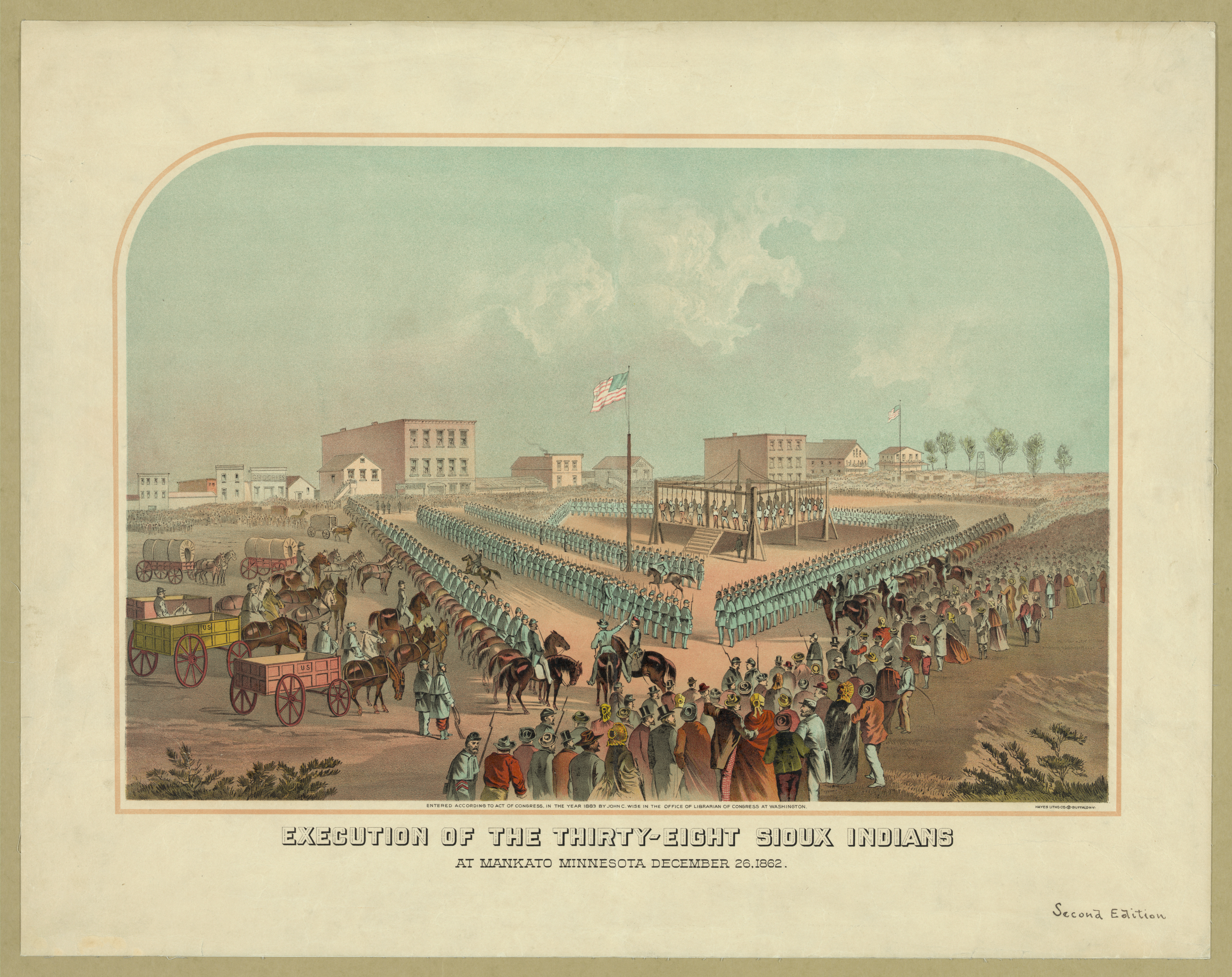
Dibuix de l'execució massiva de dakotes en la forca a Mankato (Minnesota)

Pel 1862, poc després d'una collita fracassada l'any anterior i un hivern amb fam, el pagament federal arribà tard. Els comerciants locals no emetien més crèdit als santee i un comerciant, Andrew Myrick, va arribar tan lluny com per dir: "Si tenen fam, que mengin herba." El 17 d'agost de 1862 va començar la guerra Dakota quan uns santee van assassinar un granger blanc i la major part de la seva família. Van inspirar nous atacs contra els assentaments blancs al llarg de la riu Minnesota. El santee atacaren el lloc de comerç. Els colons van trobar Myrick entre els morts amb la seva boca plena d'herba.
El 5 de novembre de 1862 un tribunal militar de Minnesota va trobar culpables 303 dakota santee de violació i assassinat de centenars de colons americans. Van ser condemnats a la forca. No es va permetre cap advocat o testimoni com a defensa dels acusats, i molts van ser condemnats pel jutge en judicis de menys de cinc minuts. El president Abraham Lincoln commutà la sentència de mort de 284 dels guerrers, mentre que donava el vistiplau a l'execució de 38 homes santee a la forca el 26 de desembre de 1862 a Mankato (Minnesota). Alexander Wilkin, de 43 anys, comandà les execucions, que encara avui dia són considerades l'execució en massa més gran de la història dels Estats Units.
Després, els Estats Units van suspendre les anualitats pels tractats als dakota durant quatre anys i van atorgar els diners a les víctimes blanques i les seves famílies. Els homes en presó preventiva per ordre del president Lincoln van ser enviats a una presó d'Iowa, on més de la meitat va morir.
Durant i després de la revolta, molts santee i els seus familiars van fugir de Minnesota i Dakota oriental a Canadà, o s'assentaren a la vall del riu James en una efímera reserva abans de veure's obligatd a traslladar-se a la reserva de Crow Creek reserva a la riba est del Missouri. Uns pocs s'uniren als Yanktonai i marxaren més a l'oest per unir-se a les bandes lakota que continuaven la seva lluita contra l'exèrcit dels Estats Units.
Altres foren capaços de romandre a l'est de Minnesota, en petites reserves com les de Sisseton-Wahpeton, Flandreau, i Devils Lake (Spirit Lake o Fort Totten) a les Dakotes. Alguns acabaren a Nebraska, on avui la Tribu Santee Sioux té una reserva al marge meridional del Missouri.
Aquells que marxaren a Canadà els seus descendents viuen actualment en nou petites reserves dakotes, cinc d'elles situades a Manitoba (Sioux Valley, Long Plain, Dakota Tipi, Birdtail Creek, i Oak Lake [Pipestone]) i les altres quatre (Standing Buffalo, Moose Woods [White Cap], Round Plain [Wahpeton], i Wood Mountain) a Saskatchewan.

## Reserves i Primeres Nacions
A Minnesota, els tractats de Traverse des Sioux i Mendota en 1851 deixà els dakota amb una reserva de 32 km de llarg a cada banda del riu Minnesota.
A Canadà, el govern canadenc reconeix les comunitats tribals com a Primeres Nacions. Les terres que posseeixen les Primeres Nacions s'anomenen reserves.

## Reserves i comunitats modernes dels sioux
| Reserva                                                                                 | Comunitat                                  | Bandes residents | Localització                         |
| --------------------------------------------------------------------------------------- | ------------------------------------------ | --- | ------------------------------------ |
| Reserva índia de Fort Peck                                                              | Assiniboines i Sioux                       | Hunkpapa, Alt Yanktonai (Pabaksa), Sisseton, Wahpeton, i les bandes Hudesabina (Red Bottom), Wadopabina (Canoe Paddler), Wadopahnatonwan (Canoe Paddlerrs Who Live on the Prairie), Sahiyaiyeskabi (Plains Cree-Speakers), Inyantonwanbina (Stone People) i Fat Horse Band dels Assiniboine | Montana, Estats Units                |
| Reserva de Spirit Lake (Antiga reserva de Devil's Lake)                                 | Tribu Spirit Lake (Mni Wakan Oyate)        | Wahpeton, Sisseton, Alt Yanktonai | Dakota del Nord, EUA                 |
| Reserva índia de Standing Rock                                                          | Tribu Sioux Standing Rock                  | Alt Yanktonai, Hunkpapa | Dakota del Nord, Dakota del Sud, EUA |
| Reserva índia de Lake Traverse                                                          | Sisseton Wahpeton Oyate                    | Sisseton, Wahpeton | Dakota del Sud, EUA                  |
| reserva índia de Flandreau                                                              | Tribu Santee Sioux Flandreau               | Mdewakanton, Wahpekute, Wahpeton | Dakota del Sud, EUA                  |
| Reserva índia de Crow Creek                                                             | Tribu Sioux Crow Creek                     | Baixos Yanktonai | Dakota del Sud, EUA                  |
| reserva índia Yankton                                                                   | Tribu Sioux Yankton                        | Yankton | Dakota del Sud, EUA                  |
| Reserva índia Upper Sioux                                                               | Comunitat Upper Sioux (Pejuhutazizi Oyate) | Mdewakanton, Sisseton, Wahpeton | Minnesota, EUA                       |
| reserva índia Lower Sioux                                                               | Comunitat índia Lower Sioux                | Mdewakanton, Wahpekute | Minnesota, EUA                       |
| Reserva índia Shakopee-Mdewakanton (antiga reserva índia Prior Lake)                    | Comunitat Sioux Shakopee Mdewakanton       | Mdewakanton, Wahpekute | Minnesota, EUA                       |
| Comunitat índia Prairie Island                                                          | Comunitat índia Prairie Island             | Mdewakanton, Wahpekute | Minnesota, EUA                       |
| Reserva índia de Santee Sioux                                                           | Nació Santee Sioux                         | Mdewakanton, Wahpekute | Nebraska, EUA                        |
| Reserva Sioux Valley, reserva Fishing Station 62A*                                      | Primera Nació Sioux Valley                 | Sisseton, Mdewakanton, Wahpeton, Wahpekute | Manitoba, Canadà                     |
| Reserva índia Dakota Plains 6A                                                          | Primera Nació Dakota Plains Wahpeton       | Wahpeton, Sisseton | Manitoba, Canadà                     |
| Reserva Dakota Tipi 1                                                                   | Primera Nació Dakota Tipi                  | Wahpeton | Manitoba, Canadà                     |
| Reserva Birdtail Creek 57, Reserva Birdtail Hay Lands 57A, Reserva Fishing Station 62A* | Primera Nació Birdtail Sioux               | Mdewakanton, Wahpekute, Yanktonai | Manitoba, Canadà                     |
| Primera Nació Canupawakpa Dakota, Reserva Oak Lake 59A, Reserva Fishing Station 62A*    | Primera Nació Canupawakpa Dakota           | Wahpekute, Wahpeton, Yanktonai | Manitoba, Canadà                     |
| Reserva Standing Buffalo 78                                                             | Primera Nació Standing Buffalo Dakota      | Sisseton, Wahpeton | Saskatchewan, Canadà                 |
| Reserva Whitecap                                                                        | Primera Nació Whitecap Dakota              | Wahpeton, Sisseton | Saskatchewan, Canada                 |
| reserva Dakota Plains Wahpeton                                                          | Primera Nació Dakota Plains Wahpeton       | Wahpeton | Manitoba, Canadà                     |
| Reserva Wood Mountain 160, Reserva camps indis Tractat Quatre No. 77*                   | Wood Mountain                              | Hunkpapa | Saskatchewan, Canadà                 |

(* Reserves compartides amb altres primeres nacions)

## Idioma
La llengua Dakota pertany a les llengües siouan de la vall del Mississipi, incloses en la família de les llengües siouan. Comparteix similituds lèxiques amb les llengües stoney i assiniboine. El dakota s'escriu amb alfabet llatí i té un diccionari i gramàtica.
1. Dakota oriental (també conegut com a Santee-Sisseton o Dakhóta)
  - Santee (Isáŋyáthi: Bdewákhathuŋwaŋ, Waȟpékhute)
  - Sisseton (Sisíthuŋwaŋ, Waȟpéthuŋwaŋ)
2. Dakota occidental (o yankton-yanktonai o dakȟóta)
  - Yankton (Iháŋktȟuŋwaŋ)
  - Yanktonai (Iháŋktȟuŋwaŋna)

## Modernes divisions geogràfiques
Els Dakota mantenen molts governs tribals separats dispersats a través de diverses reserves i comunitats a Amèrica del Nord: a les Dakotes, Minnesota, Nebraska i Montana als Estats Units; i a Manitoba, el sud de Saskatchewan al Canadà.
El registre europeu més antic conegut dels dakota els va identificar a Minnesota, Iowa i Wisconsin. Després de la introducció del cavall al segle XVIII, els sioux dominaran grans àrees de terra, avui dia al Canadà Central front el riu Platte, de Minnesota al riu Yellowstone, incloent el país del Powder River.

### Santee (isáŋyathi o dakota oriental)
Els Santee emigraren al nord i oest del sud-est dels Estats Units, primer a Ohio, després a Minnesota. Alguns van venir des del riu Santee i llac Marion, àrea de Carolina del Sud. El riu Santee va rebre el nom per ells, i alguns dels monticles de terra dels seus avant passats han sobreviscut al llarg de la porció del riu embassat que forma el llac Marion. En el passat. eren un poble dels boscos que vivia de la caça, la pesca i l'agricultura.
Les migracions dels pobles anishinaabemowin de l'est en els segles XVII i XVIII, amb mosquets proporcionats per anglesos i francesos, empentaren els dakota cap a l'oest i sud de Minnesota. Els Estats Units donaren el nom "Territori de Dakota" a l'extensió septentrional a l'oest del riu Mississipi i fins a les seves capçaleres.

### Iháŋkthuŋwaŋ-Iháŋkthuŋwaŋna (Yankton-Yanktonai o Dakota occidental)
Els Iháŋkthuŋwaŋ-Iháŋkthuŋwaŋna, també coneguts per la pronunciació anglicitzada Yankton (Iháŋkthuŋwaŋ: "Vila del fi") i Yanktonai (Iháŋkthuŋwaŋna: "Petita vila del fi") consisteixen en dos bandes o dos dels dos consells del foc. Segons d Nasunatanka i Matononpa en 1880, els Yanktonai es dividien en dos subgrups coneguts com a Alts Yanktonai i Baix Yanktonai (Hunkpatina).
Es van veure involucrats en la fabricació de pipes de pedra. Els Yankton-Yanktonai es traslladaren al nord de Minnesota. En el segle xviii es va registrar que vivien a la regió de Mankato de Minnesota.